# فريد هاوس
فريد هاوس (بالإنجليزية: Fred House)‏ مواليد 4 يناير 1978 في كيلين، هو لاعب كرة سلة أمريكي معتزل. بدأ مسيرته الاحترافية في سنة 2001. يبلغ طوله 6 قدم 5 بوصة (2.0 م). اعتزل اللعب في 2014.

## المسيرة الاحترافية
لعب مع بارتيزان من سنة 2002 إلى 2004، ثم لعب مع ليتوفوس رايتس من سنة 2004 إلى 2006، ثم لعب مع ساسكي باسكونيا في الدوري الإسباني في موسم 2006–2007، ثم لعب مع فالنسيا باسكت في موسم 2007–2008، ثم لعب مع لوكوموتيف كوبان في الدوري الروسي في موسم 2008–2009، ثم لعب مع أزوفماش من سنة 2009 إلى 2011، ثم لعب مع دنيبرو في سنة 2011.

## إحصائيات المسيرة
|  | تصدر الدوري |

### الدوري الأوروبي
| السنة   | الفريق                   | لعب | بدأ | دقيقة | ميداني% | ثلاثية | حرة  | ارتداد | صنع | استلاب | تصدي | نقطة | أداء |
| ------- | ------------------------ | --- | --- | ----- | ------- | ------ | ---- | ------ | --- | ------ | ---- | ---- | ---- |
| 2002–03 | نادي بارتيزان لكرة السلة | 10  | 9   | 27.5  | .458    | .190   | .675 | 3.1    | 1.6 | 2.3    | .1   | 9.3  | 7.4  |
| 2003–04 | نادي بارتيزان لكرة السلة | 13  | 13  | 35.2  | .435    | .206   | .659 | 6.1    | 1.3 | 3.4    | .4   | 15.5 | 13.2 |
| 2005–06 | ليتوفوس رايتس            | 19  | 19  | 26.3  | .427    | .353   | .754 | 3.2    | 1.4 | 1.9    | .1   | 11.9 | 8.9  |
| 2006–07 | ساسكي باسكونيا           | 20  | 18  | 23.1  | .500    | .177   | .763 | 4.5    | 1.2 | 2.3    | .1   | 6.5  | 7.8  |

## روابط خارجية
- فريد هاوس على موقع الدوري الأوروبي لكرة السلة (الإنجليزية)
- فريد هاوس على موقع الدوري الإسباني لكرة السلة (الإسبانية)
- فريد هاوس على موقع كرة السلة الأوروبية.كوم (الإنجليزية)
- فريد هاوس على موقع كلية كرة السلة في سبورتس رفرنس.كوم (الإنجليزية)
- فريد هاوس على موقع ريلجم (الإنجليزية)
- فريد هاوس على موقع بروبوليرز (الإنجليزية)
- فريد هاوس على موقع سبورتس رفرنس (الإنجليزية)
- فريد هاوس على موقع سبورتس رفرنس (الإنجليزية)